# St.-Jacobi-Kirche (Kasnevitz)

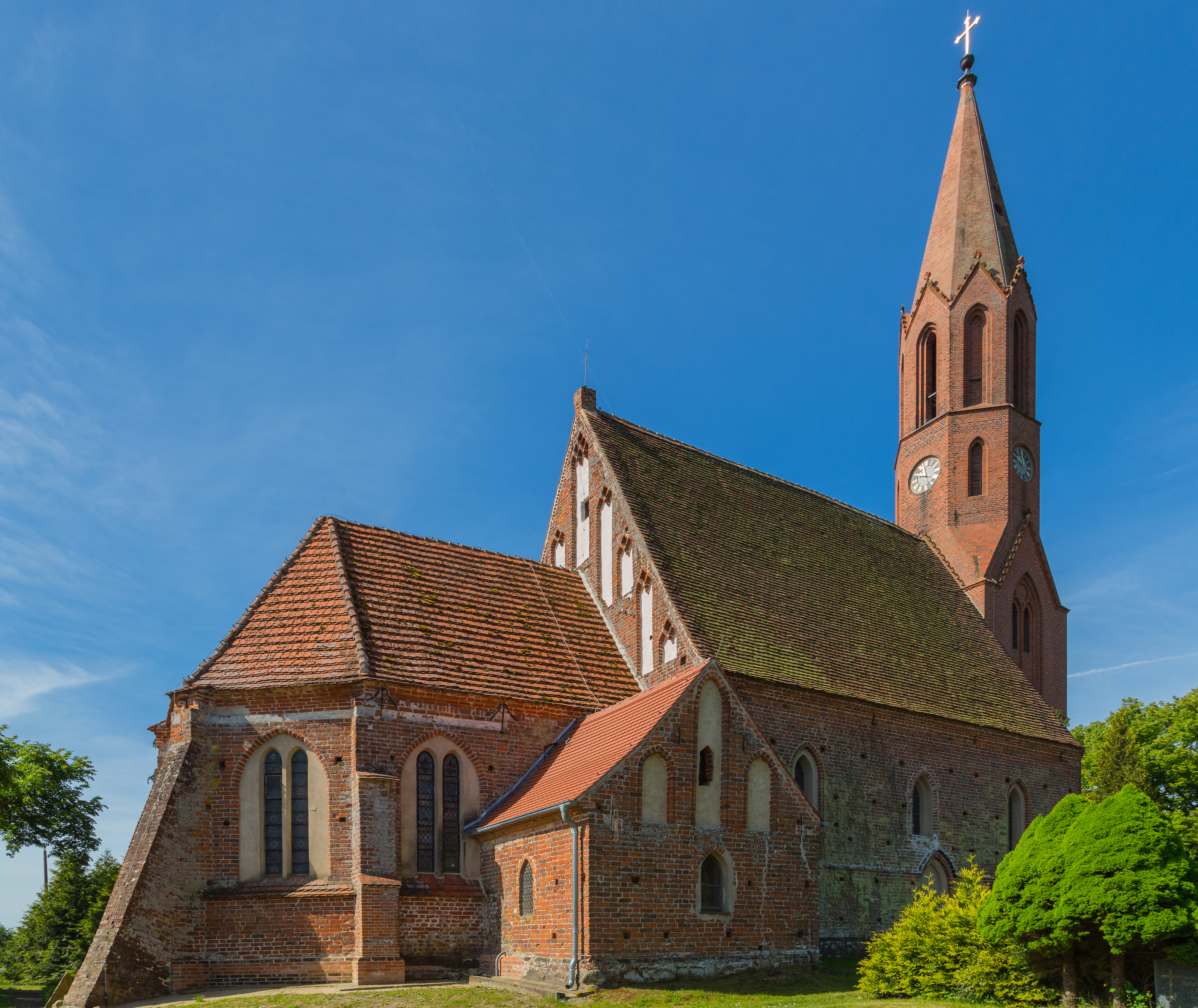
Die St.-Jacobi-Kirche in Kasnevitz (2017)

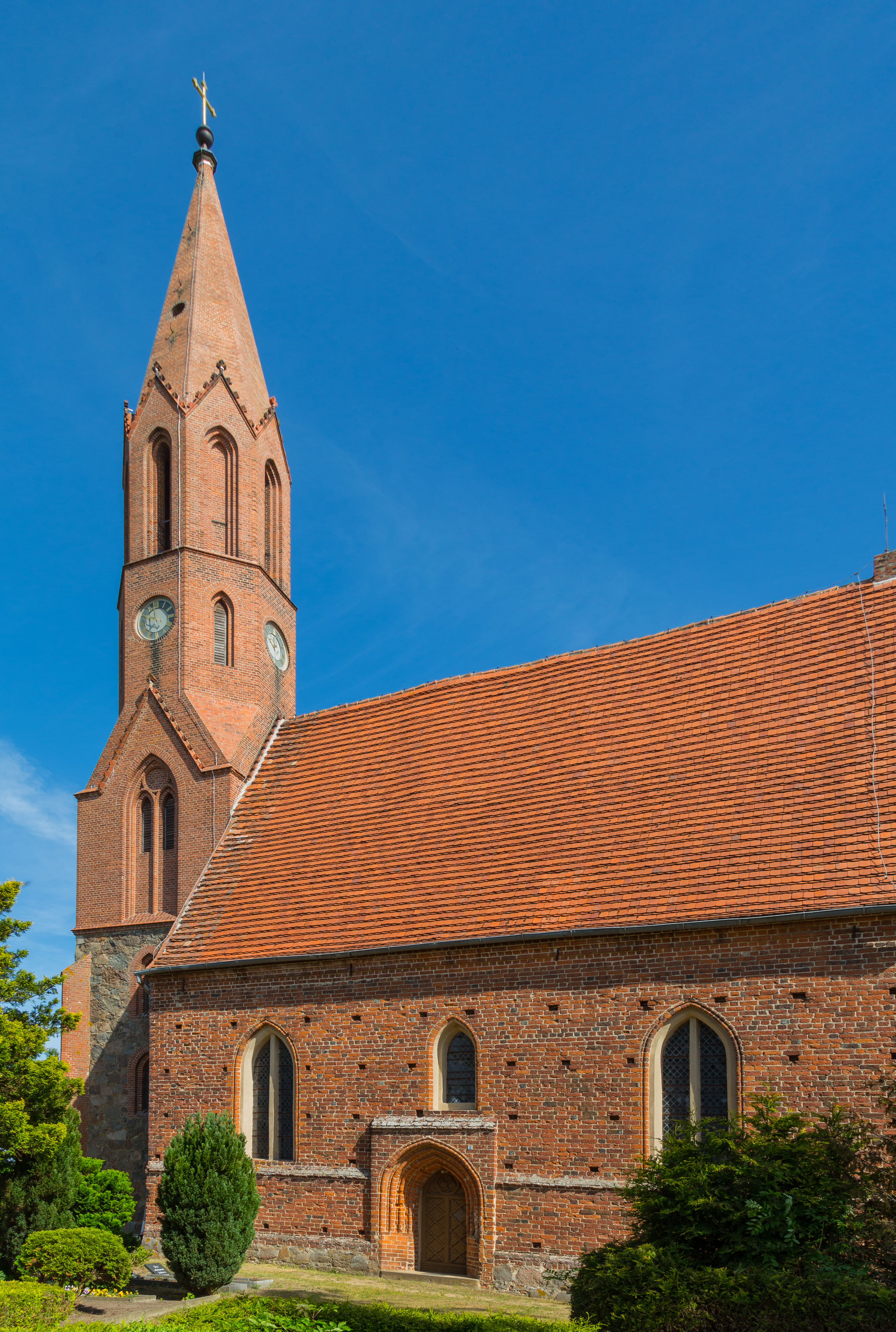
Ansicht von Südost

Die St.-Jacobi-Kirche im Ortsteil Kasnevitz der Gemeinde Putbus ist eine aus dem 14. Jahrhundert stammende Kirche auf Rügen.

## Geschichte
Die Kirche von Kasnevitz ist ein dreijochiger gotischer Backsteinbau, der dendrochronologisch auf 1365 datiert wurde. Der eingezogene Chor mit polygonalem Schluss und Sakristei im Norden stammt aus der Mitte des 14. Jahrhunderts. 
Der ursprüngliche Turm ist wahrscheinlich am 1. Adventssonntag des Jahres 1641 eingestürzt, die Glocken wurden in einer anderen Kirche untergebracht. Der heutige weithin sichtbare, neugotische Turm wurde 1864 von P. R. Brecht erbaut und besitzt zwei oktogonale Obergeschosse mit spitzem, gemauertem Helm. Gleichzeitig wurde auch der Westgiebel erneuert.
Das Innere der Kirche ist verputzt und wurde in den Jahren 1990/1991 neu ausgemalt.

## Baubeschreibung
Das Schiff und der Chor zeigen ein umlaufendes Kaffgesims und besitzen unter dem barock erneuerten Hauptgesims ein vertieftes Putzband. Die Strebepfeiler sind am Chor nach außen, im Schiff nach innen gezogen. Der Ostgiebel des Schiffs ist mit Blenden gegliedert. Die Portale und Fenster sind spitzbogig mit gestuften Gewänden mit eingestelltem Rundstab ausgestattet, die Chorfenster sind zweiteilig und in Putzblenden angeordnet.
Das Innere des Schiffs und des Chores ist mit Kreuzgewölben abgeschlossen. Im Chor wurden die Gewölbe im 18. Jahrhundert verputzt und danach mit neugotischem Rankenwerk und musizierenden Engeln bemalt.

## Ausstattung
Hauptstück der Ausstattung ist ein ehemaliger Kanzelaltar aus dem Jahr 1746, der von Johann Artmer entworfen wurde. Die Figuren stammen von M. Becker und die Bemalung aus dem Jahr 1747 von J.M. Harder. Der Altar besteht aus einer Säulenarchitektur mit verkröpftem Gesims. Seitlich sind Figuren von Mose und Johannes dem Täufer aufgestellt. Eine Kartusche mit der Darstellung des Kirchenpatrons Jakobus des Älteren, Akanthusornamente und Bandelwerkdekor gehört ebenfalls dazu, möglicherweise auch weitere eingelagerte Fragmente von Engelsskulpturen und einer geschnitzten Wolkengloriole mit dem Namen Gottes.
Die Kanzel wurde 1958 abgebaut und separat am Triumphbogen aufgestellt. Neben der Kanzel befindet sich eine Kanzeluhr. Auf einer Tafel neben der Kanzel sind die Namen der Prediger seit der Reformation verzeichnet.
Zur Ausstattung gehören weiterhin eine barocke Altarschranke, ein Torso eines Kruzifixes vom Anfang des 16. Jahrhunderts und das Fragment eines hölzernen Sakramentshauses aus dem 15. Jahrhundert. Sechs datierte Kabinettscheiben mit Wappen des Herzogs Philipp Julius von Pommern sowie verschiedener Adelsfamilien aus dem 16. und 17. Jahrhundert sind ebenfalls vorhanden.

## Orgel

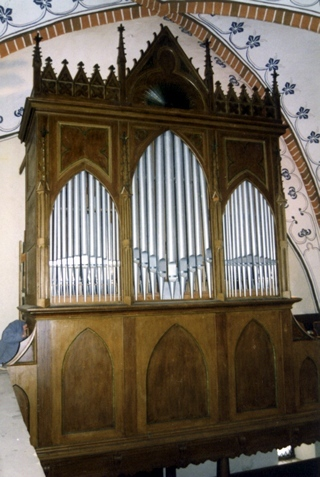
Orgel Kasnevitz

Die Orgel mit zwölf Registern auf zwei Manualen und Pedal wurde 1902 von dem Orgelbauer Barnim Grüneberg erbaut und 1999 durch Rainer Wolter aus Zudar restauriert.
| I Hauptwerk C–f3 |                 |     |
| 1.               | Bordun          | 16′ |
| 2.               | Prinzipal       | 8′  |
| 3.               | Gedackt         | 8′  |
| 4.               | Hohlflöte       | 8′  |
| 5.               | Oktave          | 4′  |
| 6.               | Rauschpfeife II |     |

| II Nebenwerk C–f3 |                  |    |
| 7.                | Lieblich Gedackt | 8′ |
| 8.                | Salicional       | 8′ |
| 9.                | Äoline           | 8′ |
| 10.               | Flauto dolce     | 4′ |

| II Pedalwerk C–d1 |        |     |
| 11.               | Subbaß | 16′ |
| 12.               | Oktave | 8′  |

- Koppeln: II/I, I/P, II/P

## Gemeinde
Die evangelische Kirchengemeinde gehört seit 2012 zur Propstei Stralsund im Pommerschen Evangelischen Kirchenkreis der Evangelisch-Lutherischen Kirche in Norddeutschland. Vorher gehörte sie zum Kirchenkreis Stralsund der Pommerschen Evangelischen Kirche.